# 休·达尔林普尔·罗斯
休·达尔林普尔·罗斯爵士 GCB（1779年7月5日—1868年12月10日）是一名英国陆军军官。他在1798年爱尔兰起义期间加入英国陆军，后以军官的身份参加了半岛战争和百日王朝期间的许多战役。在晋升为皇家炮兵副司令之前，罗斯担任过北部战区的炮兵司令，受权指挥北部四个郡的所有部队。罗斯是最后一位拥有军械中将（Lieutenant-General of the Ordnance）头衔的人，并在拉格伦勋爵领导下指挥参加克里米亚战争的炮兵部队。战争结束后，罗斯在圣詹姆斯公园担任皇家炮兵的高级礼仪性职位——高级炮兵长，並成為陆军元帅。

## 军旅生涯
休·达尔林普尔·罗斯是约翰·罗斯少校（John Ross）和简·罗斯（Jane Ross，婚前姓Buchan）的儿子，早年在伍尔维奇皇家军事学院接受教育，并于1795年3月6日获委任为皇家炮兵少尉。1796年5月10日，罗斯晋升中尉，并参与镇压1798年爱尔兰起义。1803年9月1日，罗斯晋升准上尉后，于9月15日成为附属官。1804年7月26日，他被任命为伍尔维奇皇家炮兵第4营的附属官，进一步升为第二上尉。1806年7月24日，罗斯晋升上尉，并被任命为皇家马炮队的指挥官，该部队后来以栗子部队（Chestnut Troop）而闻名。
在1809年的半岛战争期间，罗斯的部队在里斯本登陆，并加入了阿瑟·韦尔斯利爵士的军队。罗斯的火炮隶属于轻步兵师，后与罗伯特·克劳福德一起参加了1810年7月的科阿战役和9月的布萨科战役。当安德烈·马塞纳开始从托雷斯韦德拉什防线撤退时，罗斯的部队加入了追击，参加了1811年3月的庞巴尔战役、雷迪尼亚战役和卡萨诺尔夫战役以及4月的萨布加尔战役。1811年12月31日，罗斯晋升少校。

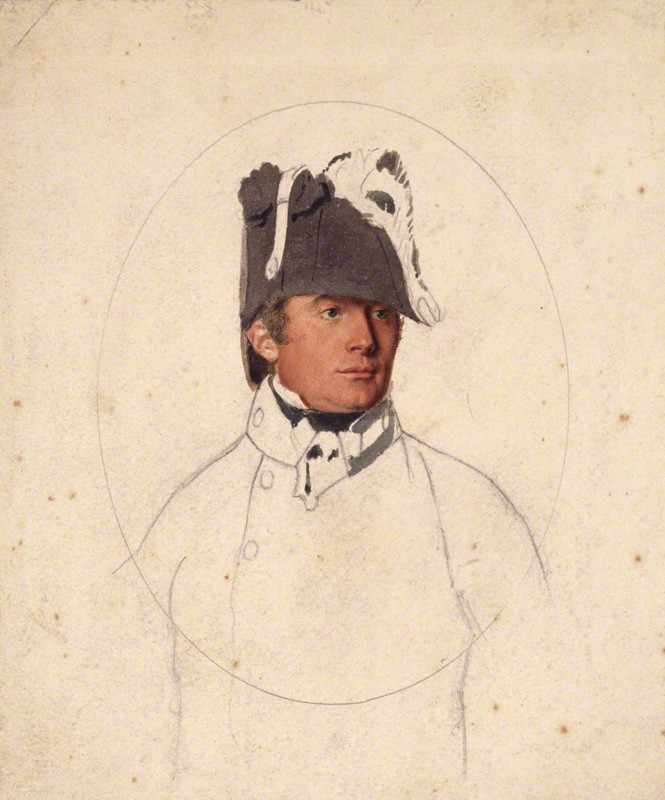
画家托马斯·希菲（Thomas Heaphy）所绘的罗斯肖像，约1813年

罗斯随部队参加了1812年1月的罗德里戈围城战、4月的巴达霍斯围城战和7月的萨拉曼卡战役。1813年6月的维多利亚战役后，罗斯的炮兵与先锋部队一起进攻，缴获了法军仅存的一门火炮。1813年7月3日，他晋升中校。同月，罗斯参加了比利牛斯山脉战役。此外，罗斯还参与了1813年10月的比达索阿战役和11月的尼维尔战役。在1813年12月的尼夫战役中，罗斯所骑的马被射杀，但他本人则毫发无损，后于1814年4月参加了巴约讷战役。在取得这些军事成就后，罗斯于1815年1月4日获得巴斯骑士指挥官勋章。在百日王朝期间，罗斯参加了滑铁卢战役，虽然他的一半火炮被毁，但其余的火炮仍然继续对法军展开袭击。1815年10月8日，他被授予俄国二级圣安娜勋章。

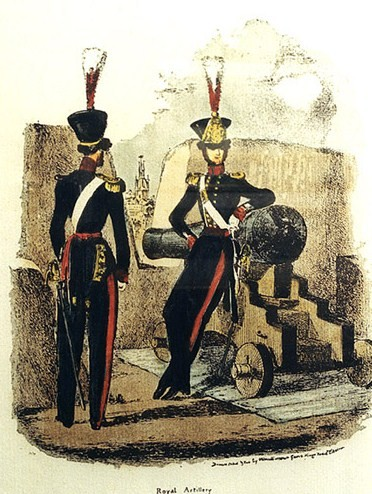
两名炮手和他们的火炮，当时罗斯担任北部军区炮兵司令

罗斯于1825年成为北部军区炮兵司令，受命指挥英格兰最北部四个郡的所有部队。1830年7月22日，罗斯晋升上校，后于1840年4月23日成为皇家炮兵代理副司令。1841年11月23日，罗斯晋升少将，后在1851年11月11日晋升中将。1854年5月2日，罗斯成为军械中将，并以该身份负责检查派往拉格伦勋爵克里米亚远征军的火炮部件，确保每门火炮从英国发往前线时都状态良好。罗斯还在埃塞克斯郡建立了后来成为皇家炮兵实验单位的设施。他于1854年11月28日晋升为上将。军械委员会被废除后，罗斯于1855年5月22日成为皇家炮兵副司令。他于1855年7月5日获得巴斯骑士大十字勋章，同时担任皇家马炮兵的司令。
罗斯于1858年4月退休；他于1864年成为圣詹姆斯公园的高级炮兵长，并于1868年1月1日晋升陆军元帅。罗斯于1868年8月3日成为切尔西皇家医院的副院长。几个月后，罗斯于1868年12月10日在伦敦骑士桥的家中去世。

## 家庭
1816年，罗斯与伊丽莎白·格雷厄姆（Elizabeth Graham）结婚；他们有两个儿子，休·格雷厄姆·罗斯少校（Hew Graham Ross，1817-1848年）和约翰·罗斯将军（Sir John Ross）。